# Georges Gombault
Joseph Weiskpof, dit Georges Gombault, né à Paris le 12 août 1881 et mort le 31 août 1970 à Évian-les-Bains est un journaliste français. Il est, de 1946 à 1968, vice-président du comité central de la Ligue des droits de l'homme.

## Biographie
Joseph Weiskpof est le fils de Moïse Weiskopf, né le 19 février 1836, ancien directeur de l'École préparatoire rabbinique de Colmar, membre de l'Assemblée israélite de Paris, et de Margueritte Sender.
Il est le père de Charles Gombault, journaliste comme son père et directeur de France-Soir.
Étudiant à la Sorbonne au moment de l'Affaire Dreyfus, il s'engage en faveur du capitaine et participe, en tant que membre fondateur, à la création de la Ligue des droits de l'homme en 1898.
Militant socialiste, il s'engage dès sa création en 1905 à la SFIO, et est alors très proche d'un point de vue politique de Jean Jaurès. Il sera par la suite proche de Léon Blum.
Dans les années 1920, il décide de changer de nom et d'adopter le patronyme de Georges Gombault, qui sera officialisé et deviendra par la suite celui de toute sa famille. 

## Carrière de journaliste
En 1913, il participe à la naissance de L'homme Libre, un journal lancé par Georges Clémenceau, aux côtés de Georges Mandel, Coussol, François Albert ou encore Wormser.  
Avec son fils Charles, Georges Gombault gagne Londres le 27 juin 1940, quelques jours après la défaite militaire de la France. À Londres, il collabore au journal France, édité par Pierre Comert. Georges Gombault et Louis Lévy, également collaborateur du journal, contribuent à répandre un sentiment anti-gaulliste à Londres, notamment auprès de la gauche londonienne.
Jusqu'en 1958, il est éditorialiste politique à France-Soir, où son fils collabore et sera directeur de 1961 à 1970.   